# El Paquete Setmanal
El Paquete Setmanal o El Paquete és una col·lecció de material digital distribuït aproximadament des de 2008 en el mercat clandestí de Cuba com a substitut de la xarxa d'internet de banda ampla i de la mateixa televisió cubana.
Es poden adquirir també certes parts del paquet, a menor preu. La seva distribució és il·legal, encara que tolerada pel govern cubà. El Paquet Setmanal pot comparar-se amb una reproducció en línia quant als continguts que ofereix.
Es desconeix qui està darrere de la compilació del material. En el Paquet no hi ha material antigovern, subversiu, obscè o pornogràfic, centrant-se en contingut d'entreteniment i educatiu.

## Contingut
El paquet en si mateix és 1 terabyte d'entreteniment digital que inclou entre altres materials (piratejats o descarregats):
- Videojocs
- Aplicacions per a mòbils
- Aplicacions per a PC
- Revolico (mercat en línia cubà de compra i venda)[7]
- Lo último (Red de redes)
- Actualització antivirus
- Animados (La casa de Mickey Mouse, Art Attack, Dora l'exploradora entre altres)
- Nickelodeon Kids' Choice
- Reality Shows (els que estiguin en el moment en altres cadenes de TV La Voz Kids (Espanya), La Voz Kids (els Estats Units), La Voz, entre altres)
- Novel·les en transmissió (les que estiguin transmetent-se en altres cadenes; en aquests moments adquireixen alts nivells de preferències les Turques com Paramparça, Fatmagul, O Hayat Benim, Aşk veu Ceza, i Muhteşem Yüzyıl Kösem)
- Sèries en transmissió (les que estiguin transmetent-se en altres cadenes; en aquests moments les més seguides són The Walking Dead, Into the Badlands, i Teen Wolf)
- Sèries finalitzades per temporades
- Sección cristiana (Luz Visión TV)
- Deporte semanal (Alta qualitat)
- Documentals
- Humor
- Mangues (Anime)
- Pel·lícules estrenes HD
- Tràilers
- Cicle de Films per Actors
- Cicle de Films per Gènere
- Cinemateca Cubana (Materials de la TV Cubana)
- Pel·lícules asiàtiques
- Pel·lícules en alta qualitat en HD
- Pel·lícules espanyoles
- Pel·lícules índies
- Pel·lícules Mexicanes
- Cuba se entera (Diarios cubanos, Gaceta i altres)
- Revistes (Organitzades)
- Discografia en MP3
- Música MP3 (Estrenes)
- Musicals Videoclips (Estrenes)

## Sistema del Paquet
A Cuba els mitjans de comunicació són controlats per l'estat. Malgrat el seu recent acostament amb els Estats Units, Cuba té una molt baixa penetració d'Internet (només un 5 % dels cubans té accés a la Xarxa). Per aquestes raons serveis com el Paquete setmanal ha tingut gran difusió a l'illa en els últims anys. Fins i tot, el febrer de 2017 es va llançar un lloc web que mostrava setmanalment el contingut del paquet.
El material és reunit, organitzat i transferit per una xarxa de distribuïdors al llarg del país. Normalment, és lliurat a domicili o en una estació de recollida, que pot ser la part posterior d'un magatzem de telefonia mòbil.
Aquest paquet es distribueix com un disc dur extern d'1 terabyte. Els dissabtes i diumenges el Paquet d'1 terabyte té un preu de 50 pesos cubans i els dies restants 40, encara que si vols servei a domicili el preu serà de 50 pesos qualsevol dia de la setmana. Al costat del cost per subscripció, la font d'ingressos del Paquet consisteix en una secció d'avisos classificats anomenada Revolico.
S'especula que la distribució d'aquest «Paquet» mou entre 2 i 4 milions de dòlars al mes, convertint-se en l'ocupador més gran del sector privat cubà, encara que en estat d'informalitat.

## Situació legal
Tant distribuïdors com consumidors expliquen que els Paquets Setmanals es mouen en una zona grisa. L'exclusió de certa mena de materials ha provocat que les autoritats no hagin intervingut.
El Govern cubà ha estat en contra el Paquet. Les crítiques del Govern estan dirigides al contingut banal de molts programes inclosos en la compilació. La preocupació més gran de les autoritats, no obstant això, és que aquest material no pot ser sotmès a la censura, perquè va de mà en mà. 
Com una alternativa al Paquet, el govern cubà ha impulsat estratègies com «La meva Motxilla», que inclou continguts seleccionats pel Govern.
Fundat l'agost de 2014, el programa Mi Mochila va ser desenvolupat per l'empresa estatal Joven Club com el competidor oficial del Paquet. Segons el director general de Joven Club, Raúl Vantroi Navarro Martínez, és "un paquet amb un concepte més cultural", una iniciativa per a enfrontar "la grolleria i el banal" en la distribució alternativa de sèries, aplicacions, llibres, música, pel·lícules, cursos, jocs i animats que circulen de mà en mà. L'objectiu dels promotors de Mi Mochila també és frenar la circulació de materials crítics amb el Govern cubà.
Amb una grandària que oscil·la entre els 300 i els 350 gigaoctets, la Mi Mochila inclou una varietat de carpetes anomenades Videojocs, Informàtica, Esports, Cinema, Música, Literatura, Arts escèniques, Arts plàstiques, Humor, Infantils, Serveis, Educatius i Audiovisuals. S'havia pensat que la seva distribució gratuïta i la seva disponibilitat en totes les capçaleres provincials, haurien de convertir a la Motxilla en una opció difícil d'imitar des del mercat il·legal d'informació.
No obstant això, la iniciativa va haver d'enfrontar-se a la pobra distribució, la suspicàcia dels usuaris i el poc dinamisme de les institucions, que mantindrien estancat al projecte. 
Miguel Díaz-Canel, membre del Buró Polític del Partit i primer vicepresident dels Consells d'Estat i de Ministres, va exposar en una sessió del Consell Nacional de la Federació Estudiantil Universitària (FEU) que aquest assumpte planteja als cubans un desafiament en el consum cultural. "A nosaltres no ens molesta el paquet com a idea, però sí els valors, la cultura i les maneres d'actuació que pugui transmetre", va argumentar. "És veritat que tenim manques, però fa més de dos anys en la intranet del Ministeri d'Educació Superior estan les cent millors pel·lícules de la història del cinema i no és aquí on més buscarem els nostres continguts", va assenyalar.
En referir-se a aquest fenomen, Abel Prieto Jiménez, assessor del president dels Consells d'Estat i de Ministres, va manifestar en la mateixa reunió que un dels enganys del Paquet està en el fet que donen la idea que la persona tria el que vol consumir, però ho fa a partir dels paradigmes que imposa la indústria hegemònica de l'entreteniment. "Es pensa que perquè el "paquet" porta diferents tipus de pel·lícules, sèries, documentals, reality-show, la persona pot seleccionar o té algun tipus de llibertat, però quan un analitza el missatge dels materials, tant des del punta de vista estètic com ideològic, molts estan associats a la banalitat i a un concepte de l'entrenament vinculat a la degradació de les persones", va asseverar.